# Give a Little Love Back to the World
"Give a Little Love Back to the World" (tradução portuguesa: "Dá um pouco de amor ao mundo") foi canção que representou o Reino Unido no Festival Eurovisão da Canção 1990, interpretada em inglês por Emma Booth. Com apenas 15 anos, foi a representante mais nova do Reino Unido no Festival Eurovisão da Canção. Foi a sétima canção a ser interpretada na noite do festival realizado em Zagreb, depois da canção luxemburguesa "Quand je te rêve" e antes da canção islandesa. No final, a canção recebeu 87 pontos, terminando a competição em sexto lugar. A Bélgica foi o único país a atribuir 12 pontos à canção.

## Autores
- Letra e música: Paul Curtis
- Orquestração: Alyn Ainsworth

## Letra
Várias canções que surgiram no Festival Eurovisão da Canção 1990 tinham como temática a unidade e a paz, o festival realizou-se escassos meses depois da queda do comunismo em quase todos os países da Europa de Leste. A canção interpretada por Emma insere-se nesse grupo de canções e foi apelo ao amor e à paz mundial, pedindo às pessoas para"darem um pouco de amor ao mundo". John Kennedy não a considerou como a mais relevante do ano. Emma vestiu-se de vermelho, rodeada por cinco coristas: três mulheres (de vestido azul) e dois homens.
Depois da Eurovisão, a canção atingiu o n.º  #33 do UK Singles Chart, a melhor posição de uma representante britânica desde 1984, no top de vendas de singles britânico